# Theresia Vreugdenhil
Theresia Johanna Vreugdenhil-Werdler (Amsterdam, 18 augustus 1929 - aldaar, 11 juli 2012) was een Nederlandse couturière en modeontwerpster.

## Levensloop
Vreugdenhil begon als dertienjarige haar opleiding bij de Amsterdamse couturière Cécile Maks-Boas van Hirsch & Cie, en later bij Catharina Kruijsveldt-de Mare (1874-1956). In 1951 trouwde ze met Hugo Vreugdenhil (13 juni 1920 - 3 juni 2011), de kleinzoon van Catharina Kruijsveldt. Vanaf 1955 tot 2007 had zij samen met haar man een gesloten couturesalon 'Couture Theresia' met een groot atelier in de Jan Luykenstraat in Amsterdam. In 1970 begonnen de Vreugdenhils naast hun gesloten salon een winkel met hoogwaardige confectie ('couture en gros') in de P.C. Hooftstraat.
Vreugdenhil werkte vaak op basis van patronen van Franse en Italiaanse couturiers. Vanaf 1965 tot 2007 was zij de enige officiële couturier van de Nederlandse prinses en later koningin Beatrix. Vreugdenhil is in hoge mate mede-verantwoordelijk voor het sterke en zeer herkenbare silhouet van Beatrix.
Hoogtepunt van haar carrière was het ontwerpen en maken van de inhuldigingsjapon (van ivoorkleurige crêpe double) van koningin Beatrix in 1980. Ook restaureerde zij toen de Nederlandse koningsmantel. Vanaf de jaren 90 werd Vreugdenhil geassisteerd door haar dochters Saskia en Magteld.
Theresia Vreugdenhil werd op 30 juni 1999 onderscheiden met het Erekruis in de Huisorde van Oranje.
Ze overleed op 11 juli 2012 op 82-jarige leeftijd in haar woonplaats Amsterdam.